# Forcipomyia mixta
Forcipomyia mixta är en tvåvingeart som beskrevs av Yu och Liu 1982. Forcipomyia mixta ingår i släktet Forcipomyia och familjen svidknott. Inga underarter finns listade i Catalogue of Life.